# Cissy Strut
«Cissy Strut» — инструментальная фанк-композиция, записанная американской группой The Meters в 1969 году. Выпущенная синглом из их одноимённого дебютного альбома, она добралась до 4-й позиции в R&B хит-параде и до 23-й на Billboard Hot 100. Песня была введена в Зал славы премии «Грэмми» в 2011 году, куда попадают музыкальные записи старше 25 лет и имеющие «качественное или историческое значение». The A.V. Club назвал песню «классической» и «глубоко укоренившейся в музыкальных традициях Нового Орлеана».
The Meters также выпустили другой сингл «Sophisticated Cissy» с этого же альбома. «Cissy Strut» использовалась в качестве саундтрека в фильме «Джеки Браун» 1997 года, а также в фильме «Ещё по одной» 2020 года.

## АльбомCissy Strut
| Оценки критиков          | Оценки критиков |
| Источник                 | Оценка          |
| ------------------------ | --------------- |
| AllMusic                 | [ 7 ]           |
| Christgau's Record Guide | A–              |

Cissy Strut — альбом-сборник, состоящий из тринадцати песен и выпущенный на лейбле Island Records в 1974 году . Все песни были первоначально выпущены лейблом Josie на первых трёх альбомах The Meters 1969-70 годов. Роберт Кристгау положительно отозвался об альбоме, отметив игру Зигги Моделиста на барабанах, назвав её «ответом на вопрос», добавив «послушайте Зигги Моделиста, он играет так словно он лидер».
| №   | Название                   | Длительность |
| --- | -------------------------- | ------------ |
| 1.  | «Look-Ka Py Py»            | 3:20         |
| 2.  | «Tippi-Toes»               | 2:29         |
| 3.  | «Darlin' Darlin'»          | 2:54         |
| 4.  | «9 'Til 5»                 | 2:51         |
| 5.  | «Thinking»                 | 1:45         |
| 6.  | «Funky Miracle»            | 2:28         |
| 7.  | «Cissy Strut»              | 3:04         |
| 8.  | «Chicken Strut»            | 3:14         |
| 9.  | «Live Wire»                | 2:38         |
| 10. | «Here Comes the Meter Man» | 2:54         |
| 11. | «Ease Back»                | 3:13         |
| 12. | «Ride Your Pony»           | 3:22         |
| 13. | «Sophisticated Cissy»      | 2:55         |